# Герзели, Хасау
Хасау Герзели, Хасау Герзелиев, старорусск. Хасау Герзелiевъ (1827, Герзель-Аул — 1893, Герзель-Аул, Российская империя) — офицер Российской империи, поручик милиции, наиб Качкалыковских сёл Чеченского округа Терской области. Чеченский магнат.

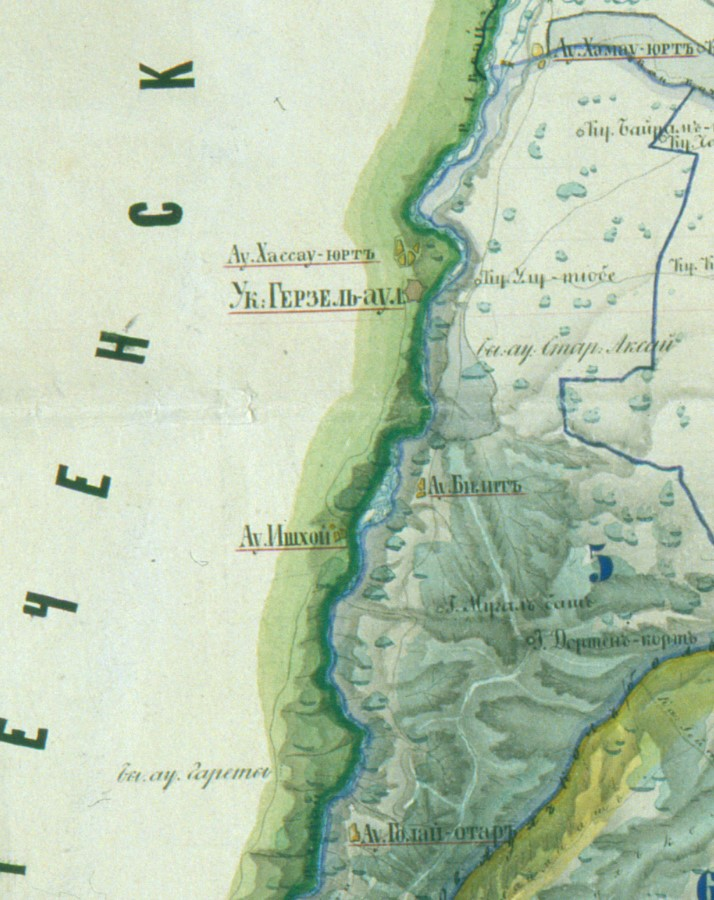
Хасау-юрт на карте 1865 года. Автор генерал- адъютант Лорис Меликов

## Биография
Родился в чеченском селе Герзель-Аул. Хасау Герзели – один из представителей чеченской фамилии Герзелиевых, основателей селения Герзель-Аул устар. Герзели (чечен. Гезлой-Эвла) представитель чеченского тайпа гезлой.
Хасау Герзелиев был произведён из прапорщиков в подпоручики со старшинством с 14 марта 1859 года. Тенденция к замещению должностей наибов выходцами из самих чеченцев сохранилась также в 1861 году. Так, приказом военного министра по иррегулярным войскам от 30 ноября 1861 года по высочайшему повелению «за отлично-усердную и ревностную их службу» назначались: подпоручик милиции Хасау Герзели — на должность наиба Качкалыковских сёл Чеченского округа — на место состоявшего по армейской кавалерии Шеды Эльмурзаева; юнкер милиции Гамбулат Матиев — на должность Чантинского наиба Аргунского округа — на этом месте он сменил подпоручика Шахбия Чуликова. В газете Кавказ 1867 года 26 февраля (10 марта) также упоминается как Качкалыковский Наиб Чеченского округа Хасау Герзели. Герзели имел дачу площадью 400 десятин.
В письме Муравьева 1860 года Хасау Герзели упоминается в следующим образом:

О кредиторе или Хасау Герзели не беспокойтесь, он ведь здешний магнат и не нуждается, к тому же, он много мне обязан по случаю тому, что я был 7 лет отрядным адъютантом в больших отрядах, бывших со стороны Кумыкской плоскости, и всегда брал Хасау подрядчиком. Долг ему вышлите тогда, когда возможно, относительно же процентов, то за блага, которые я ему предоставлял, он может быть и без них.— Письмо Муравьева Святополк-Мирскому (Лагерь при Байсунгур-Готаре 10, 18 октяб[ря] 1860 года) Архивный вестник №5 (2017)
Приказы по Управлению главноначальсвующего гражданскою частью на Кавказе. Января 26-го дня 1887 г. В С.-Петербурге.
Вследствие засвидетельствования начальника Кавказкой кавалерийской дивизии, генерал-лейтенанта Амилахвари, об отличном усердие нижепоименованных лиц, успешно содействовавших ему своими услугами при исполнении им осенью прошлого года особого возложенного мною на него поручения в руках, Терской области, объявляю благодарность: <…> поручиху Хасау Герзелиеву.
В 1893 году в высочайшем приказе Хасау Герзели упоминается как умерший, в связи с чем исключается из списков милиции.

Высочайший приказ по военному ведомству. Ноября 19 го дня, в Гатчине. Умершие исключаются из списков: состоявшие по милиции; поручики: <…> Хасау Герзели.